# Änglarnas stad (1998)
Änglarnas stad (i original City of Angels) är en tysk-amerikansk film från 1998 i regi av Brad Silberling. Den baseras på filmen Himmel över Berlin.

## Handling
Seth (Nicolas Cage) är en ängel i Los Angeles, vars uppdrag är att hjälpa människors själar i dödsögonblicket. En dag möter han hjärtkirurgen Maggie Rice (Meg Ryan) i det ögonblick hon förlorar en patient vid en operation. I hans försök att hjälpa Maggie och lära känna henne blir de förälskade i varandra. Seth tvingas därmed välja mellan livet som ängel och människornas verklighet, med dess njutning och smärta.

## Om filmen
Filmen spelades in den 19 april-28 juli 1997 i Big Bear Lake, Crestline, Culver City, Los Angeles, Lake Tahoe, Malibu och San Francisco. Den hade världspremiär den 10 april 1998 i USA och svensk premiär den 26 juni samma år.

## Rollista
- Nicolas Cage - Seth
- Meg Ryan - Maggie Rice
- Andre Braugher - Cassiel
- Dennis Franz - Nathaniel Messinger
- Colm Feore - Jordan Ferris
- Robin Bartlett - Anne
- Joanna Merlin - Teresa Messinger
- Alexander Gould - liten pojke (ej krediterad)
- Elisabeth Shue - gravid kvinna (ej krediterad)

## Musik i filmen
- House, skriven och framförd av Jimi Hendrix
- Further Up The Road, skriven av Joe M. Veasy och Don D. Robey, framförd av Eric Clapton
- Mama You Got A Daughter, skriven och framförd av John Lee Hooker
- Feelin' Love, skriven och framförd av Paula Cole
- If God Will Send His Angels, musik av U2, text av Bono och The Edge, framförd av U2
- Hey! Ba-Ba-Re-Bop, skriven av Lionel Hampton och Curly Hamner, framförd av Louis Prima
- That Old Black Magic, skriven av Johnny Mercer och Harold Arlen, framförd av Frank Sinatra
- Angel, skriven och framförd av Sarah McLachlan
- Angelus, skriven av Wojciech Kilar, framförd av Polska radions nationella symfoniorkester och Polska radio- och TV-kören
- Iris, skriven av Johnny Rzeznik, framförd av The Goo Goo Dolls
- I Grieve, skriven och framförd av Peter Gabriel
- Uninvited, skriven och framförd av Alanis Morissette

## Utmärkelser
- 1997 - California on Location Award - Årets produktionsbolag, spelfilm
- 1998 - Bogey Award
- 1999 - ASCAP Award - Mest spelade filmmusik, Alanis Morissette för Uninvited
- 1999 - ASCAP Award - Mest sedda biofilm, Gabriel Yared och David Zippel
- 1999 - BMI Film & TV Award - Mest framförda sång från film, Johnny Rzeznik för Iris
- 1999 - Blockbuster Entertainment Award - Bästa skådespelare drama/romantik, Nicolas Cage
- 1999 - Blockbuster Entertainment Award - Bästa filmmusik
- 1999 - Teen Choice Award - Årets filmmusik